# Nieby
Nieby település Németországban, Schleswig-Holstein tartományban. Lakosainak száma 135 fő (2023. december 31.). Nieby Gelting és Pommerby községekkel határos.

## Népesség
A település népességének változása:
| Lakosok száma | 323  | 139  | 139  | 129  | 131  | 123  | 131  | 135  |
|               | 1975 | 2013 | 2014 | 2017 | 2019 | 2021 | 2022 | 2023 |